# Reinas del SUEUM de Morelia
Las Reinas del SUEUM de Morelia también conocidas como Morelia Femenil y Reinas Morelia son un equipo fundado en 2007 como semiprofesional para participar como equipo fundador de la Liga Mexicana de Fútbol Femenil también conocida como la Superliga Femenil Mexicana. De los 9 campeonatos que se disputaron en dicha liga, las Reinas obtuvieron 4 campeonatos y 2 subcampeonatos.

## Palmarés

### Títulos nacionales
- Superliga Femennil (4): Clausura 2008, Apertura 2008, Apertura 2009, Apertura 2011

- Subcampeón Superliga Femenil (2): Clausura 2010, Apertura 2010

- Subcampeón Campeón de Campeonas Superliga Femenil (1): 2008